# هيريك جونسون
هيريك جونسون (بالإنجليزية: Herrick Johnson)‏ هو رجل دين ‏ أمريكي، ولد في 21 سبتمبر 1832 في Auriesville, New York ‏ في الولايات المتحدة، وتوفي في 20 نوفمبر 1913.